# Siershahn
Siershahn är en kommun och ort i Westerwaldkreis i förbundslandet Rheinland-Pfalz i Tyskland.
Kommunen ingår i kommunalförbundet Verbandsgemeinde Wirges tillsammans med ytterligare tio kommuner.